# Jean-Marie Lehn

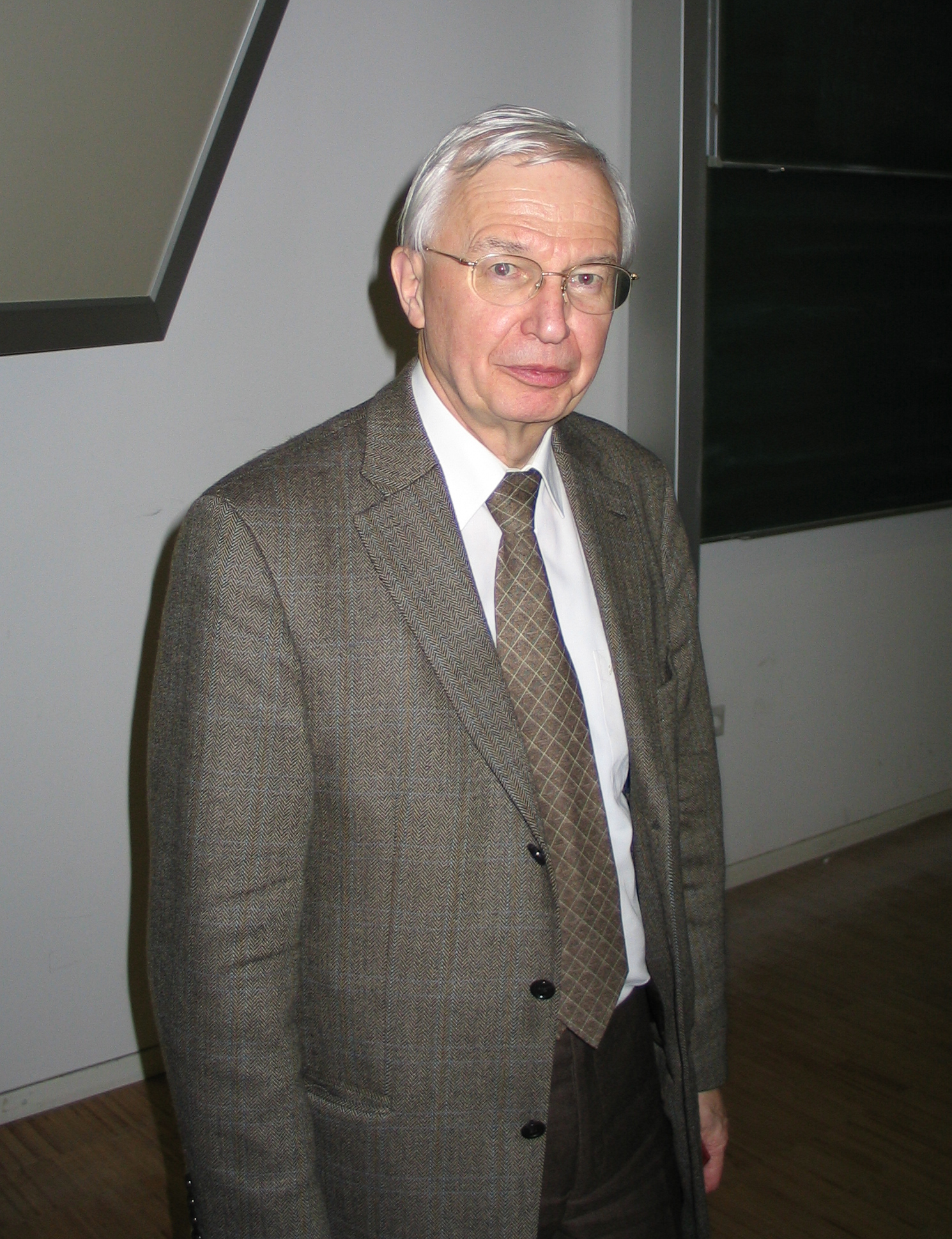
Jean-Marie Lehn.

Jean-Marie Lehn, född 30 september 1939 i Rosheim, Bas-Rhin, Alsace, är en fransk kemist. Lehn tilldelades, tillsammans med Donald J. Cram och Charles J. Pedersen, Nobelpriset i kemi 1987 med motiveringen 
"för deras utveckling och användning av molekyler med strukturspecifik växelverkan av hög selektivitet".
Pedersen fick halva prissumman och Cram och Lehn delade på den andra halvan.
Cram, Lehn och Pedersen lyckades framställa molekyler med specifik och selektiv funktion. De interagerade med andra molekyler som de, genom sin struktur och form, passade ihop med. Molekylerna härmade existerande enzymer och kunde därmed användas för att studera sådana ämnens funktion. De tillverkade molekylerna har sedan fått namnet gästvärdföreningar.

## Utmärkelser
- CNRS bronsmedalj,  1963[11]
- CNRS silvermedalj,  1972[12]
- Centenary Prize från Royal Society of Chemistry,  1980
- CNRS guldmedalj,  1981[13][14][10]
- Paracelsus-priset,  1982[15]
- Humboldtpriset,  1983[14]
- Hedersdoktor vid Hebreiska universitetet i Jerusalem,  1984[14]
- Hedersdoktor vid Universidad Autónoma de Madrid,  1985[14]
- Nobelpriset i kemi, med  Donald J. Cram och Charles J. Pedersen,  1987[16][17]
- Riddare av Akademiska palmen,  1989
- Karl Ziegler-priset,  1989[14]
- Robert Robinson Award,  1990[18]
- Pour le Mérite för vetenskap och konst,  1990[19]
- Officer av Nationalförtjänstorden,  1993
- Utländsk ledamot av Royal Society,  17 juni 1993[20]
- Davymedaljen,  1997[21][14]
- Lavoisiers medalj,  1997[14]
- Hedersdoktor vid Kungliga Tekniska högskolan,  14 november 2003[22][23]
- Hedersdoktor vid Masarykuniversitetet,  2005[24]
- Sir Derek Barton Gold medal,  2012[25]
- Storofficer av Hederslegionen,  2014[26]
- Hedersdoktor vid Malagas universitet,  2015[27]
- Uppgående solens orden med guld- och silverstjärna,  2019[28]
- Hedersdoktor vid Wiens universitet,  12 mars 2019[29]
- Hedersdoktor vid Adam Mickiewicz universitet i Poznań,  2021[30]
- Marie Skłodowska-Curie-medaljen,  2022[31]
- Honorary doctorate of Slovak University of Technology in Bratislava,  15 mars 2023[32]
- Hedersdoktor vid Saint Andrews-universitetet
- Hedersdoktor vid Karlsuniversitetet
- Riddare av Hederslegionen
- Officer av Hederslegionen
- Kommendör av Hederslegionen
- Hedersdoktor vid Universitatea Babeș-Bolyai
- Hedersdoktor vid Göttingens universitet
- Hedersdoktor vid Aristotelesuniversitetet i Thessaloniki
- Onsagermedaljen
- Alexander von Humboldt-stipendiat
- Hedersdoktor vid Université de Sherbrooke
- Hedersdoktor vid Oxfords universitet
- Hedersdoktor vid Kretas universitet
- Hedersdoktor vid Université libre de Bruxelles
- Hedersdoktor vid Patras universitet
- Hedersdoktor vid Wiens universitet
- Hedersdoktor vid University of Sheffield
- Hedersdoktor vid  Atens universitet
- Hedersdoktor vid universitetet i Bologna
- Hedersdoktor vid Technion
- Hedersdoktor vid Kievs nationella universitet
- Hedersdoktor vid Università degli Studi della Basilicata
- Hedersdoktor vid Universitetet i Cambridge

[Redigera Wikidata]